# Aaptos confertus
Aaptos confertus är en svampdjursart som beskrevs av Michelle Kelly-Borges och Patricia R. Bergquist 1994. Aaptos confertus ingår i släktet Aaptos och familjen Suberitidae.
Artens utbredningsområde är havet kring Nya Zeeland. Inga underarter finns listade i Catalogue of Life.